# For The World
For The World – pierwszy japoński minialbum południowokoreańskiej grupy Big Bang, wydany 4 stycznia 2008 roku przez YG Entertainment. Album był promowany przez singel How Gee. Minialbum zawiera osiem anglojęzycznych piosenek z gatunku hip-hopu, dance i z elementami soulu. Osiągnął 53 pozycję w rankingu Oricon i pozostawał na liście przez 9 tygodni.

## Lista utworów
| Nr | Tytuł              | Słowa           | Kompozycja            | Aranżacja      | Czas |
| -- | ------------------ | --------------- | --------------------- | -------------- | ---- |
| 1. | "V.I.P (Intro)"    | Big Bang        | G-Dragon, Kim Do-hyun | Kim Do-hyun    | 0:40 |
| 2. | "Big Bang"         | Perry, G-Dragon | Perry                 | Perry          | 3:25 |
| 3. | "How Gee"          | Big Bang, Perry | Big Bang, Perry       | Brave Brothers | 3:15 |
| 4. | "Lie"              | Perry, G-Dragon | G-Dragon              | Brave Brothers | 3:48 |
| 5. | "So Beautiful"     | Perry, Big Bang | Perry, Brave Brothers | Brave Brothers | 3:39 |
| 6. | "La-La-La"         | Perry, Big Bang | Perry                 | Perry          | 3:00 |
| 7. | "Together Forever" | Perry, Big Bang | Jeon Seung-woo        | Jeon Seung-woo | 4:02 |
| 8. | "Always"           | Perry, Big Bang | Teddy Park, Perry     | Perry          | 3:53 |